# Holidoteidae incertae sedis tannerensis
Holidoteidae incertae sedis tannerensis is een pissebed uit de familie Holidoteidae. De wetenschappelijke naam van de soort is voor het eerst geldig gepubliceerd in 1966 door Schultz.